# توماس بي. بيرنت
توماس بي. بيرنت هو محامي وسياسي أمريكي، ولد في 3 سبتمبر 1800، وتوفي في 7 نوفمبر 1845 بسبب حمى التيفوئيد.